# ويل هيندل
ويل هيندل (بالإنجليزية: Will Hindle)‏ هو صانع أفلام أمريكي، ولد في 29 ديسمبر 1929 في شريفبورت في الولايات المتحدة، وتوفي في 7 أبريل 1987 في ألاباما في الولايات المتحدة.

## روابط خارجية
- ويل هيندل على موقع IMDb (الإنجليزية)
- ويل هيندل على موقع قاعدة بيانات الفيلم (الإنجليزية)